# Велян Илиев
Велян (Веле) Илиев Чипуров с псевдоними Веле Смилевчето и  Пенчо е български революционер, преспански войвода на Вътрешната македоно-одринска революционна организация.

## Биография
Илиев е роден в 1878 година в Смилево, Битолско, тогава в Османската империя, днес в Северна Македония. Завършва българската гимназия в Битоля, а след това работи като учител в Битоля, Герман, Преспанско и в родното си село. Минава в нелегалност през юли 1901 година. Става четник при Никола Русински, Деян Димитров и Славейко Арсов. На Смилевския конгрес Илиев е делегат и е определен за районен началник в Преспанско заедно с Никола Кокарев и Наум Фотев През Илинденско-Преображенското въстание се сражава при Наколец, Ръмби и други.
Умира заедно с другия преспански районен началник Никола Кокарев в сражение с турски аскер в Дупенската планина. Илиев е погребан в Щърбово, Преспанско.